# Jantörö Satybaldiev
Jantörö Joldochevitch Satybaldiev (en kirghiz Жантөрө Жолдошевич Сатыбалдиев), né le 4 janvier 1956 dans la province d'Och en RSS kirghize, est un homme d'État kirghiz. Il est Premier ministre du 6 septembre 2012 au 26 mars 2014.
Il est arrêté en 2018 puis condamné pour corruption.

## Biographie

### Jeunesse et formation
Il naît dans un petit village, Myrza-Aki, de l'actuelle province d'Och. Il termine en 1979 la faculté du génie et de construction civile de l'institut polytechnique de Frounzé (actuelle Bichkek). Il travaille dans le secteur de la construction de routes dans le raïon d'Alaï, puis dirige le service de construction des routes du raïon d'Ouzguen.

### Carrière professionnelle
De 1985 à 1992, il travaille en tant qu'ingénieur en chef, puis en tant que dirigeant de la compagnie d'État «Ioujdostransstroï», après quoi il devient premier vice-ministre du Transport après que son pays accède à l'indépendance.

### Parcours politique

#### Ministre
Il est politicien de profession, mais membre d'aucun parti politique. Il exerce des responsabilités importantes auprès des présidents Askar Akaïev, Kourmanbek Bakiev, Roza Otounbaïeva et Almazbek Atambaïev.
À la fin des années 1990, il est ministre des Transports et des Communications.

#### Maire puis gouverneur d'Och
Entre 2000 et 2001, il est maire d'Och. Entre 2003 et 2005, il est représentant spécial du président Askar Akaïev pour la sécurité énergétique. Entre 2006 et 2007, il est gouverneur de la province d'Och.
Après les émeutes de 2010, il préside l'agence chargée de la reconstruction d'Och et de Djalalabad, les deux villes du sud du Kirghizistan les plus touchées par ces événements.

#### Au sein de l'administration présidentielle
À son entrée en fonction en décembre 2011, le nouveau président de la République Almazbek Atambaïev le nomme directeur de son cabinet.

#### Premier ministre
Le 5 septembre 2012, il est élu Premier ministre par le Parlement avec 111 voix pour et 2 voix contre et forme le gouvernement. Sa candidature est considérée comme un choix de compromis. Elle est soutenue par les partis Ata-Meken, Ar-Namys et le Parti social-démocrate du Kirghizistan, considérés comme réformistes et libéraux. Les partis Ata-jourt et Respoublika sont dans l'opposition.
Il démissionne le 25 mars 2014. Djoomart Otorbaiev lui succède le lendemain.

### Condamnation pour corruption
Il est arrêté pour des charges de corruption le 21 juin 2018 dans une série d'enquêtes qui ont, entre autres, touché l'ex-Premier ministre Sapar Isakov, l'ex-maire de Bichkek Kubanychbek Kulmatov, le député Osmonbek Artykbayev ainsi que les dirigeants d'organismes énergétiques Aibek Kaliev et Salaidin Avazov.
Il est libéré en octobre 2020 lors des manifestations de 2020 au Kirghizistan.